# Budowlani Łódź Sportowa 2019-2020
Questa voce raccoglie le informazioni riguardanti il Budowlani Łódź Sportowa nelle competizioni ufficiali della stagione 2019-2020.

## Organigramma societario
Area direttiva
- Presidente: Marcin Chudzik

Area organizzativa
- General manager: Marcin Chudzik

Area tecnica
- Allenatore: Błażej Krzyształowicz
- Allenatore in seconda: Adam Czekaj
- Scout man: Maciej Biernat

Area sanitaria
- Fisioterapista: Marcin Kąkol

## Rosa
| N° | Nome                 | Ruolo | Data di nascita  | Nazionalità sportiva |
| -- | -------------------- | ----- | ---------------- | -------------------- |
| 1  | Maria Stenzel        | L     | 25 novembre 1998 | Polonia              |
| 2  | Julia Nowicka        | P     | 21 ottobre 1998  | Polonia              |
| 5  | Małgorzata Śmieszek  | C     | 11 luglio 1996   | Polonia              |
| 6  | Charlotte Leys       | S     | 18 marzo 1989    | Belgio               |
| 7  | Julia Twardowska     | S     | 4 maggio 1995    | Polonia              |
| 8  | Anastasija Černucha  | S     | 15 aprile 1995   | Ucraina              |
| 9  | Jaroslava Pencová    | C     | 24 giugno 1990   | Slovacchia           |
| 10 | Gabriela Maciągowski | O     | 16 marzo 1997    | Polonia              |
| 11 | Agata Wilk           | S     | 16 marzo 1986    | Polonia              |
| 13 | Paulina Baldyga      | P     | 24 luglio 1996   | Polonia              |
| 14 | Kaiyi Ren            | S     | 14 dicembre 1991 | Cina                 |
| 16 | Anna Lewandowska     | C     | 2 dicembre 1995  | Polonia              |
| 18 | Karolina Garstka     | L     | 6 novembre 2000  | Polonia              |
| 20 | Anna Bączyńska       | S     | 31 dicembre 1995 | Polonia              |

## Risultati

### Liga Siatkówki Kobiet

#### Girone di andata
| 1ª giornata - 12 ottobre 2019 Hala Łuczniczka, Bydgoszcz    | Pałac Bydgoszcz    | 2 - 3 | Budowlani Łódź | 28-26, 25-27, 17-25, 25-18, 19-21 |
| 2ª giornata - 20 ottobre 2019 Łódź Sport Arena, Łódź        | Budowlani Łódź     | 3 - 0 | Kalisz         | 28-26, 27-25, 25-19               |
| 3ª giornata - 28 ottobre 2019 Arena Ursynów, Varsavia       | Wisła Warszawa     | 0 - 3 | Budowlani Łódź | 23-25, 17-25, 13-25               |
| 4ª giornata - 11 novembre 2019 Łódź Sport Arena, Łódź       | Budowlani Łódź     | 3 - 2 | Radomka        | 22-25, 23-25, 25-16, 33-31, 15-8  |
| 5ª giornata - 17 novembre 2019 Hala Podpromie, Rzeszów      | Developres Rzeszów | 3 - 0 | Budowlani Łódź | 25-20, 25-22, 25-23               |
| 6ª giornata - 24 novembre 2019 Łódź Sport Arena, Łódź       | Budowlani Łódź     | 3 - 1 | PTPS           | 25-11, 20-25, 25-15, 25-17        |
| 7ª giornata - 30 novembre 2019 Hala Policach, Police        | Chemik Police      | 3 - 0 | Budowlani Łódź | 25-12, 25-21, 25-19               |
| 8ª giornata - 8 dicembre 2019 Łódź Sport Arena, Łódź        | Budowlani Łódź     | 1 - 3 | Legionovia     | 25-17, 18-25, 22-25, 19-25        |
| 9ª giornata - 11 dicembre 2019 Hala BKS Stal, Bielsko-Biała | BKS                | 1 - 3 | Budowlani Łódź | 26-28, 19-25, 25-16, 23-25        |
| 10ª giornata - 15 dicembre 2019 Łódź Sport Arena, Łódź      | Budowlani Łódź     | 3 - 0 | Wrocław        | 25-19, 25-19, 25-18               |
| 11ª giornata - 23 ottobre 2019 Łódź Sport Arena, Łódź       | ŁKS                | 1 - 3 | Budowlani Łódź | 25-20, 23-25, 23-25, 23-25        |

#### Girone di ritorno
| 12ª giornata - 3 novembre 2019 Łódź Sport Arena, Łódź      | Budowlani Łódź | 0 - 3 | Pałac Bydgoszcz    | 23-25, 25-27, 16-25               |
| 13ª giornata - 13 novembre 2019 Arena Kalisz, Kalisz       | Kalisz         | 1 - 3 | Budowlani Łódź     | 32-30, 19-25, 22-25, 18-25        |
| 14ª giornata - 18 gennaio 2020 Łódź Sport Arena, Łódź      | Budowlani Łódź | 3 - 0 | Wisła Warszawa     | 25-0, 25-0, 25-0                  |
| 15ª giornata - 25 gennaio 2020 Hala MOSiR, Radom           | Radomka        | 3 - 2 | Budowlani Łódź     | 25-23, 25-23, 29-31, 21-25, 15-11 |
| 16ª giornata - 29 gennaio 2020 Łódź Sport Arena, Łódź      | Budowlani Łódź | 0 - 3 | Developres Rzeszów | 20-25, 22-25, 23-25               |
| 17ª giornata - 1º febbraio 2020 Hala MOSiR, Piła           | PTPS           | 0 - 3 | Budowlani Łódź     | 19-25, 23-25, 23-25               |
| 18ª giornata - 9 febbraio 2020 Łódź Sport Arena, Łódź      | Budowlani Łódź | 0 - 3 | Chemik Police      | 21-25, 19-25, 19-25               |
| 19ª giornata - 15 febbraio 2020 Arena Legionowo, Legionowo | Legionovia     | 3 - 0 | Budowlani Łódź     | 25-12, 25-21, 25-22               |
| 20ª giornata - 23 febbraio 2020 Łódź Sport Arena, Łódź     | Budowlani Łódź | 3 - 1 | BKS                | 25-27, 25-23, 25-21, 25-20        |
| 21ª giornata - 26 febbraio 2020 Hala Orbita, Breslavia     | Wrocław        | 0 - 3 | Budowlani Łódź     | 23-25, 20-25, 18-25               |
| 22ª giornata - 1º marzo 2020 Łódź Sport Arena, Łódź        | Budowlani Łódź | 1 - 3 | ŁKS                | 15-25, 25-20, 14-25, 18-25        |

### Coppa di Polonia

#### Fase a eliminazione diretta
| Quarti di finale - 12 febbraio 2020 Hala MOSiR, Jarosław | SAN-Pajda | 3 - 2 | Budowlani Łódź | 25-22, 25-20, 22-25, 34-36, 15-10 |

### Champions League

#### Fase a gironi
| 1ª giornata - 20 novembre 2019 Łódź Sport Arena, Łódź             | Budowlani Łódź | 3 - 1 | Viesti Salo    | 25-16, 25-12, 18-25, 25-22       |
| 2ª giornata - 28 novembre 2019 Burhan Felek Spor Salonu, Istanbul | Fenerbahçe     | 3 - 0 | Budowlani Łódź | 25-20, 25-12, 25-13              |
| 3ª giornata - 18 dicembre 2019 Łódź Sport Arena, Łódź             | Budowlani Łódź | 0 - 3 | Eczacıbaşı     | 17-25, 16-25, 22-25              |
| 4ª giornata - 22 gennaio 2020 Łódź Sport Arena, Łódź              | Budowlani Łódź | 0 - 3 | Fenerbahçe     | 20-25, 21-25, 22-25              |
| 5ª giornata - 5 febbraio 2020 Salohalli, Salo                     | Viesti Salo    | 0 - 3 | Budowlani Łódź | 31-33, 21-25, 19-25              |
| 6ª giornata - 18 febbraio 2020 Burhan Felek Spor Salonu, Istanbul | Eczacıbaşı     | 3 - 2 | Budowlani Łódź | 17-25, 25-27, 25-19, 25-21, 15-7 |

## Statistiche

### Statistiche di squadra
| Competizione          | Punti | In casa | In casa | In casa | In trasferta | In trasferta | In trasferta | Totale | Totale | Totale |
| Competizione          | Punti | G       | V       | P       | G            | V            | P            | G      | V      | P      |
| --------------------- | ----- | ------- | ------- | ------- | ------------ | ------------ | ------------ | ------ | ------ | ------ |
| Liga Siatkówki Kobiet | 38    | 11      | 6       | 5       | 11           | 7            | 4            | 22     | 13     | 9      |
| Coppa di Polonia      | -     | 0       | 0       | 0       | 1            | 0            | 1            | 1      | 0      | 1      |
| Champions League      | 7     | 3       | 1       | 2       | 3            | 1            | 2            | 6      | 2      | 4      |
| Totale                | -     | 14      | 7       | 7       | 15           | 8            | 7            | 29     | 15     | 14     |

G = partite giocate; V = partite vinte; P = partite perse

### Statistiche dei giocatori
| Giocatore      | Liga Siatkówki Kobiet | Liga Siatkówki Kobiet | Liga Siatkówki Kobiet | Liga Siatkówki Kobiet | Liga Siatkówki Kobiet | Coppa di Polonia | Coppa di Polonia | Coppa di Polonia | Coppa di Polonia | Coppa di Polonia | Champions League | Champions League | Champions League | Champions League | Champions League | Totale | Totale | Totale | Totale | Totale |
| Giocatore      | P                     | PT                    | AV                    | MV                    | BV                    | P                | PT               | AV               | MV               | BV               | P                | PT               | AV               | MV               | BV               | P      | PT     | AV     | MV     | BV     |
| -------------- | --------------------- | --------------------- | --------------------- | --------------------- | --------------------- | ---------------- | ---------------- | ---------------- | ---------------- | ---------------- | ---------------- | ---------------- | ---------------- | ---------------- | ---------------- | ------ | ------ | ------ | ------ | ------ |
| A. Bączyńska   | 21                    | 166                   | 144                   | 14                    | 8                     | 1                | 13               | 12               | 1                | 0                | 6                | 48               | 44               | 4                | 0                | 28     | 227    | 200    | 19     | 8      |
| P. Baldyga     | 18                    | 17                    | 2                     | 10                    | 5                     | 1                | 0                | 0                | 0                | 0                | 6                | 3                | 0                | 1                | 2                | 25     | 20     | 2      | 11     | 7      |
| K. Garstka     | 1                     | 0                     | 0                     | 0                     | 0                     | 0                | 0                | 0                | 0                | 0                | 3                | 0                | 0                | 0                | 0                | 4      | 0      | 0      | 0      | 0      |
| A. Černucha    | 18                    | 349                   | 306                   | 24                    | 19                    | 1                | 23               | 20               | 1                | 2                | 5                | 100              | 94               | 4                | 2                | 24     | 472    | 420    | 29     | 23     |
| A. Lewandowska | 18                    | 24                    | 18                    | 5                     | 1                     | 1                | 0                | 0                | 0                | 0                | 5                | 11               | 8                | 3                | 0                | 24     | 35     | 26     | 8      | 1      |
| C. Leys        | 13                    | 113                   | 87                    | 19                    | 7                     | 0                | 0                | 0                | 0                | 0                | 4                | 27               | 19               | 2                | 6                | 17     | 140    | 106    | 21     | 13     |
| G. Maciągowski | 5                     | 5                     | 5                     | 0                     | 0                     | 1                | 1                | 0                | 0                | 1                | 3                | 7                | 6                | 1                | 0                | 9      | 13     | 11     | 1      | 1      |
| J. Nowicka     | 20                    | 53                    | 27                    | 14                    | 12                    | 1                | 2                | 1                | 0                | 1                | 6                | 15               | 8                | 2                | 5                | 27     | 70     | 36     | 16     | 18     |
| J. Pencová     | 18                    | 170                   | 114                   | 47                    | 9                     | 1                | 16               | 12               | 4                | 0                | 5                | 29               | 19               | 6                | 4                | 24     | 215    | 145    | 57     | 13     |
| K. Ren         | 1                     | 8                     | 6                     | 2                     | 0                     | 0                | 0                | 0                | 0                | 0                | 0                | 0                | 0                | 0                | 0                | 1      | 8      | 6      | 2      | 0      |
| M. Śmieszek    | 21                    | 175                   | 111                   | 53                    | 11                    | 1                | 10               | 7                | 3                | 0                | 6                | 30               | 25               | 5                | 0                | 28     | 215    | 143    | 61     | 11     |
| M. Stenzel     | 21                    | 0                     | 0                     | 0                     | 0                     | 1                | 0                | 0                | 0                | 0                | 5                | 0                | 0                | 0                | 0                | 27     | 0      | 0      | 0      | 0      |
| J. Twardowska  | 21                    | 205                   | 164                   | 31                    | 10                    | 1                | 15               | 13               | 2                | 0                | 6                | 46               | 35               | 9                | 2                | 28     | 266    | 212    | 42     | 12     |
| A. Wilk        | 6                     | 12                    | 12                    | 0                     | 0                     | 1                | 1                | 1                | 0                | 0                | 1                | 3                | 2                | 1                | 0                | 8      | 16     | 15     | 1      | 0      |

P = presenze; PT = punti totali; AV = attacchi vincenti; MV = muri vincenti; BV = battute vincenti